# Antioch Dmitrijevič Kantemir
Antioch Dmitrijevič Kantemir (ruskou cyrilicí Антиох Дмитриевич Кантемир, 21. září 1708 – 11. dubna 1744) byl ruský básník rumunského původu, syn knížete a spisovatele Dimitrie Cantemira, který žil v ruské emigraci. Byl představitelem takzvané „učené družiny“.

## Život a dílo
Byl zastáncem Petra I., kterého ve svých básních oslavoval, na sklonku života vstoupil do diplomatických služeb (byl velvyslancem v Paříži). Patřil ke klasicistním spisovatelům, používal sylabický verš a podílel se na reformách ruských veršových forem. K jeho hlavním dílům patří nedokončená epická báseň Petrida (Петрида), oslavující činy Petra Velikého, dále napsal několik rozsáhlých satir, bajky a epigramy dle klasicistní tradice. Dále překládal Anakreóna, Horatia, Bernarda Fontenelle.

## Fotogalerie

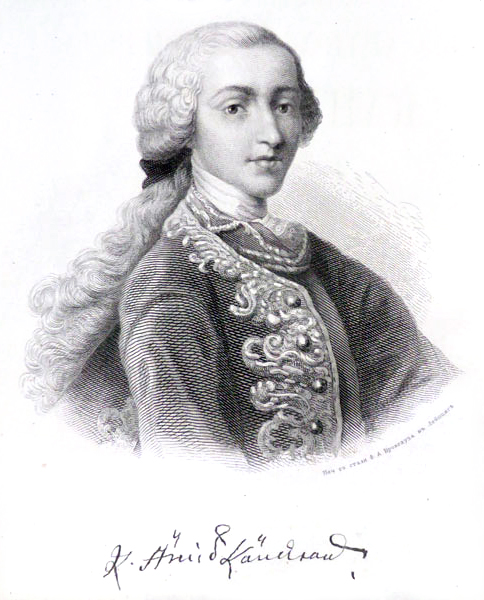
Antioch Dmitrijevič Kantemir (1867)
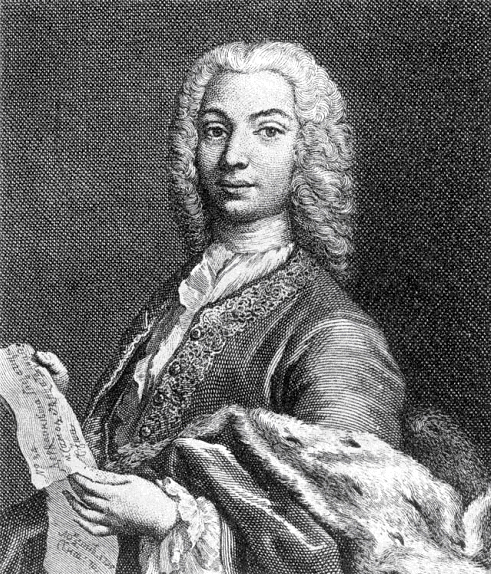
Antioch Dmitrijevič Kantemir
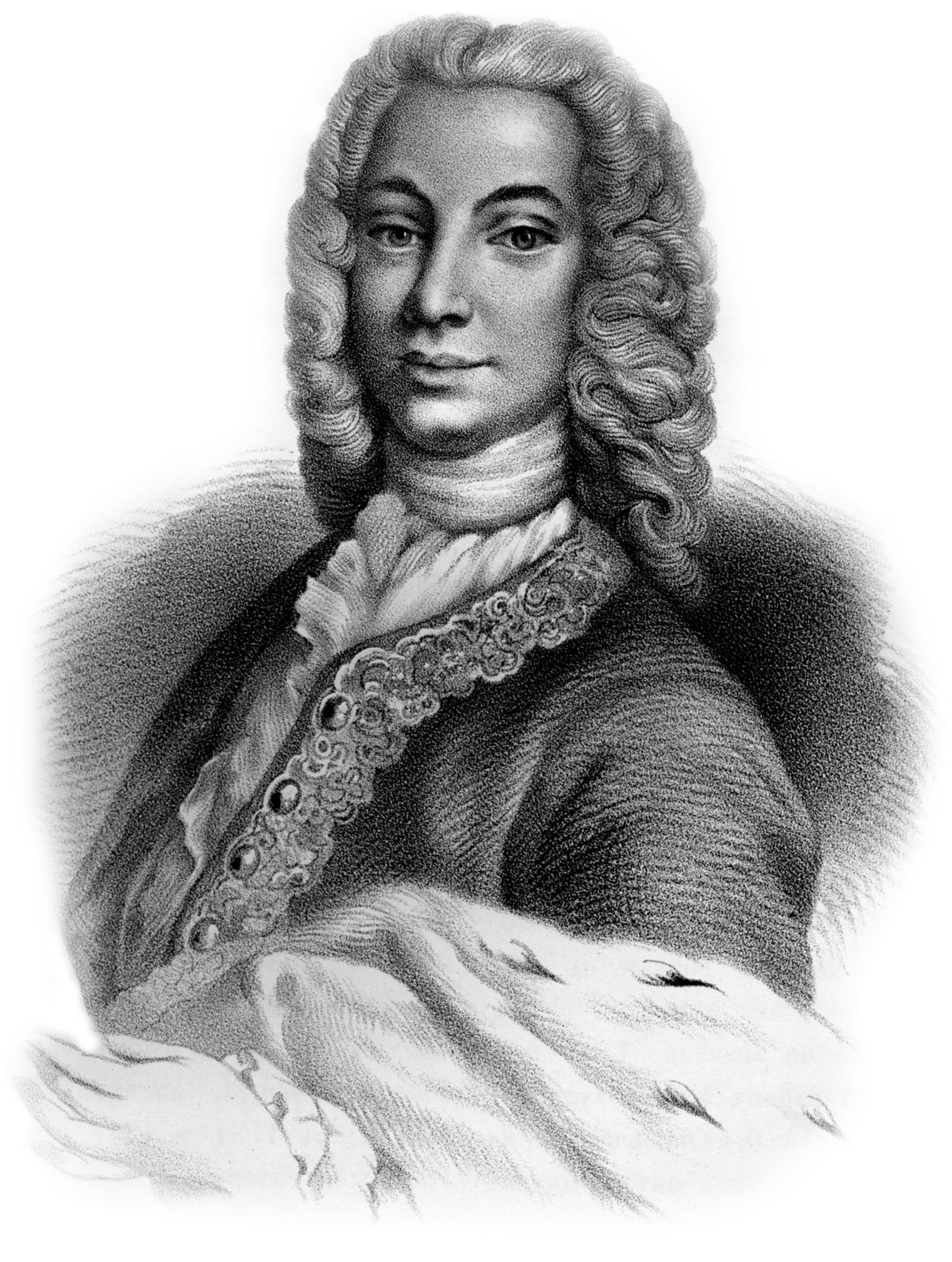
Antioch Dmitrijevič Kantemir
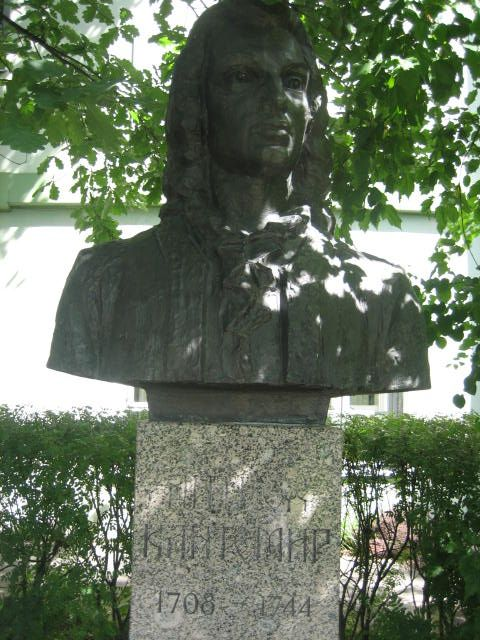
Památník v blízkosti filologické fakulty Petrohradské státní univerzity